# Lauri Virtanen
Lauri Virtanen   (Uskela, 3 d'agost de 1904 - Turku, 8 de febrer de 1982) fou atleta finlandès, especialista en curses de fons, que va competir durant les dècades de 1920 i 1930. Era germà del lluitador Eino Virtanen.
El 1932 va prendre part en els Jocs Olímpics d'Estiu de Los Angeles, on disputà tres proves del programa d'atletisme. Guanyà la medalla de bronze en els 5.000 metres i 10.000 metres, mentre en la marató es va veure obligat a abandonar. En el seu palmarès també destaquen dos campionats nacionals, el 1930 en els 5.000 metres i el 1933 en els 10.000 metres.

## Millors marques
- 1.500 metres. 3'57.3" (1933)
- 5.000 metres. 14'36.8" (1932)
- 10.000 metres. 30'30.7" (1933)
- Marató. 2h48'53" (1935)[3][1]